# Vác
Vác er en by i det nordlige Ungarn med 34.001(2024) indbyggere. Byen ligger i provinsen Pest ved bredden af Donau.